# Klofningsnes
Klofningsnes ist eine Halbinsel im Westen Islands. Sie liegt zwischen Snæfellsnes und den Westfjorden im Breiðafjörður.
Klofningsnes liegt in der Gemeinde Dalabyggð im Bezirk Dalasýsla. Vor ihrer Südküste dem Fellsströnd liegt der Hvammsfjörður. Die Nordküste heißt Skarðsströnd und reicht bis an den Gilsfjörður. Auf der etwa 800 km² großen Halbinsel gibt es keine Ortschaften, nur einzelne Höfe. Der Klofningsvegur  umrundet das Gebiet in Küstennähe. Diese 83 Kilometer lange Straße beginnt und endet am Vestfjarðavegur .
Sturla Þórðarson (1214–84) wohnte auf dem Hof Staðarhóll in diesem Gebiet.